# (33574) Shailaja
(33574) Shailaja est un astéroïde de la ceinture principale.

## Description
(33574) Shailaja est un astéroïde de la ceinture principale. Il fut découvert le 10 mai 1999 à Socorro (Nouveau-Mexique) par le projet LINEAR. Il présente une orbite caractérisée par un demi-grand axe de 2,44 UA, une excentricité de 0,11 et une inclinaison de 1,6° par rapport à l'écliptique.